# Castelfranco Emilia
Castelfranco Emilia (emilián nyelven Castelfrànch vagy Castèl) település Olaszországban, Emilia-Romagna régióban, Modena megyében. Lakosainak száma 33 054 fő (2023. január 1.). Castelfranco Emilia Anzola dell’Emilia, Valsamoggia, Modena, Nonantola, San Cesario sul Panaro, San Giovanni in Persiceto és Sant’Agata Bolognese községekkel határos.

## Népesség
A település lakossága az elmúlt években az alábbi módon változott:
| Lakosok száma | 32 607 | 32 894 | 33 054 |
|               | 2017   | 2018   | 2023   |